# كأس العالم لكرة السلة للسيدات 1953
كأس العالم لكرة السلة للنساء 1953 (بالإسبانية: Campeonato Mundial de Baloncesto Femenino de 1953)‏ هو موسم من كأس العالم لكرة السلة للنساء. أقيم خلال الفترة 7 مارس 1953 وحتى 22 مارس 1953، وشارك فيه  10 فريقاً، وفاز فيه منتخب الولايات المتحدة الوطني لكرة السلة للنساء.